# 1975年のル・マン24時間レース

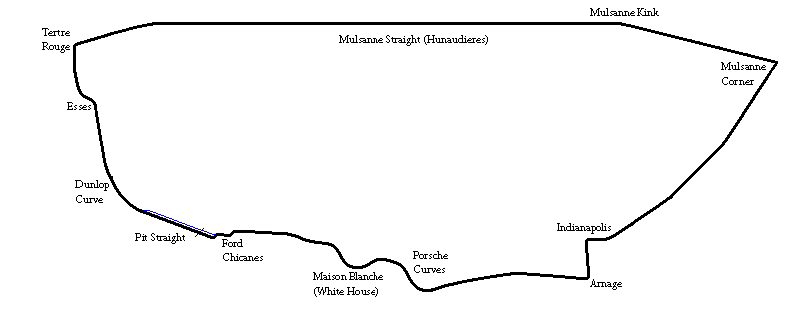
1975年のコース

1975年のル・マン24時間レース（24 Heures du Mans 1975 ）は、43回目のル・マン24時間レースであり、1975年6月14日から6月15日にかけてフランスのサルト・サーキットで行われた。

## 概要
この年無給油で20周以上走行できなければならないという独自の燃費規制を導入し、スポーツカー選手権シリーズに出場しているトップクラスのマシンが出場を敬遠した。マトラも姿を見せなくなり、主役不在の感があった。
有力チームはガルフ・オイル（現シェブロン）のスポンサードを受けジョン・ワイヤーが率いるイギリスのミラージュ、スポーツカーレース用のT280を持ち込んだローラ、フランスのリジェなどであり、いずれもF1用に市販されていたフォード・コスワース・DFVエンジンを搭載しF1での使用より2,000rpm以上回転を低くして使った。
シグマ・オートモーティブ（現サード）は新設計のシグマ・MC75を持ち込み3連続の参加となった。今回は日本電装（現デンソー）とトヨタ・レーシング・ディベロップメント（TRD）の協力を得て2T-G型エンジンにKKK製のターボを装着し360PSと当時としては高出力にして搭載、元々トヨタと関わりが深かったがようやく当初考えていたエンジンでの参加となった。ボディやシャシは空力性能を追求し高速化に重点が置かれた。
出走したのは55台。

## 予選
シグマ・MC75は走行安定性が低く、予選タイムは上がらず基準タイムをクリアできなかったが、出場を取りやめたチームがあり繰り上がって決勝出場が可能になった。

## 決勝
高橋晴邦/鮒子田寛組が乗るシグマ・MC75、18号車は当初10位前後を快調に走ったが、わずか2時間半で、折れたバルブスプリングの破片がオイルポンプに挟まりエンジンに損傷が出て、加藤眞が2時間も掛けて修理したがコースに復帰すると再発、リタイアとなった。

## 結果
完走したのは30台。
デレック・ベル/ジャッキー・イクス組のガルフミラージュ・GR8が24時間で4,595.577kmを平均速度191.482km/hで走って優勝した。
シグマはこれで当初あった資金を使い切り、参加を取りやめた。